# Giovanni Sansone
Giovanni Sansone (italià: Giovanni)  (Porto Empedocle, 24 de maig de 1888 - Florència, 13 d'octubre de 1979) va ser un matemàtic italià.

## Vida i Obra
Tot i haver nascut a la costa sud de Sicília, va passar la seva infància i joventut a Termini Imerese, a la costa nord, i va estudiar al institut de Palerm, ja que la seva mare es va traslladar en morir prematurament el seu marit a casa del seu germà, Sebastiano, qui li va fer de pare. El 1906, acabats els estudis secundaris, ingressa a la Scuola Normale Superiore de Pisa en la qual es gradua el 1910. Després d'un any com assistent a la universitat de Pisa, obté una plaça docent al Institut Galileu de Florència, en el qual romandrà fins al 1926, mentre continua estudis per obtenir el diploma de perfeccionament a Pisa (1916) i l'habilitació docent a Florència (1924). Aquest període va ser interromput per la Primera Guerra Mundial, durant la qual va ser mobilitzat per a les campanyes del Isonzo i del Piave.
El 1927 és nomenat professor de la universitat de Florència en la qual estarà la resta de la seva vida, ja que encara que es va jubilar el 1963, va continuar exercint com a professor emèrit. El 1978, després de més de cinquanta anys vivint a Florència, la ciutat li va concedir la ciutadania honorària. Va morir l'any següent.
L'activitat científica de Sansone va ser notable: més de 130 articles originals i nombrosos tractats d'ampla difusió. Seguint les influències dels seus professors a Pisa, els seus treballs van versar sobre àlgebra i teoria de nombres (seguint Luigi Bianchi) i sobre anàlisi matemàtica i equacions diferencials (seguint Ulisse Dini). En particular les seves obres s'estenen en els camps dels grups discrets, teoria de nombres, geometria diferencial de les superfícies, funcions especials i polinomis ortogonals i equacions diferencials lineals i no lineals.
A més d'aquesta important activitat científica i didàctica, també va tenir una forta activitat organitzativa: va ser president de la Unione Matematica Italiana (1952-1958), president del grup de matemàtics d'expressió llatina (1959-1963) i editor i director de la revista Annali di Matematica (1938-1970) entre altres càrrecs.